# Xaniona nebulosa
Xaniona nebulosa är en insektsart som först beskrevs av Dubovsky 1970.  Xaniona nebulosa ingår i släktet Xaniona och familjen dvärgstritar.
Artens utbredningsområde är Uzbekistan. Inga underarter finns listade i Catalogue of Life.